# Erasmus Research Institute of Management
Het Erasmus Research Institute of Management, afgekort ERIM, is een onderzoeksinstituut voor bedrijfskunde en economie. Het is ontstaan uit een samenwerking tussen de Faculteit der Economische Wetenschappen en de Faculteit der Bedrijfskunde van de Erasmus Universiteit Rotterdam. ERIM is opgericht in 1998 door samenvoeging van de twee onderzoeksinstituten RIBES (Rotterdams Instituut voor Bedrijfseconomische Studies) en ERASM (Erasmus Research Institute for Advanced Studies in Management). ERIM werd in 1999 officieel erkend door de KNAW (Koninklijke Nederlandse Academie van Wetenschappen).
In 2007 waren er aan het ERIM ruim 250 onderzoekers verbonden.
De missie van ERIM is "het uitvoeren van wetenschappelijk onderzoek dat organisaties in staat stelt hun zakelijke processen te beoordelen en verbeteren teneinde op een winstgevende en verantwoordelijke manier te kunnen presteren". Het onderzoek van de ERIM richt zich primair op:
- het bedrijf in zijn omgeving,
- de intra- en inter-organisatorische relaties,
- de bedrijfsprocessen in hun onderlinge samenhang, en
- het management daarvan.

Het ERIM biedt een internationaal promotieprogramma om aankomende onderzoekers te trainen in een van de vijf velden van management:
- Bedrijfsprocessen, Logistiek & Informatiesystemen
- Organisatie
- Marketing
- Financiën en accountancy
- Strategische beleidsvorming